# Egy nő fogságban
Az Egy nő fogságban egy 2017-ben magyar-német koprodukcióban készített dokumentumfilm, Tuza-Ritter Bernadett első egész estés alkotása. Világpremierjére az Amszterdami Nemzetközi Dokumentumfilm-fesztiválon (IDFA), hazai premierjére a 4. Magyar Filmhéten került sor. E film volt az első ilyen terjedelmű magyar dokumentumfilm, amely a Sundance Filmfesztivál programjában versenyzett. A többszörösen díjazott alkotást beválogatták azon dokumentumfilmek közé, amelyekkel a The Why Foundation világméretű kampányt folytat Why Slavery? címmel több mint hetven televíziós csatornán, iskolai és közösségi vetítéseken az emberi jogok, a demokrácia, az igazságosság és az egyenlőség érvényesítéséért. Az Európai Filmakadémia 2018-ban saját kategóriájában Európai Filmdíjra jelölte.

## Történet
A film főszereplője Maris, egy 52 éves magyar nő, aki 10 éve él Budapesttől nem messze egy családnál, ahol fizetés nélkül dolgoztatják és bántalmazzák. Szállásért és ételért cserébe napi 20 órát dolgozik: nappal ház körüli munkát végez, éjszaka pedig egy gyárba küldik dolgozni, de az ott keresett pénzét a család elveszi tőle. A méltóságától és jogaitól megfosztott nő évek óta maradékot eszik, egy kanapén alszik, és engedély nélkül nem hagyhatja el a házat. A rendező jelenlététől inspirálva úgy dönt, véget vet a fizikai és lelki elnyomásának és visszaszerzi szabadságát.

## Díjak
- Legjobb dokumentumfilm (jelölés) – Európai Filmdíj (2018)
- Legjobb dokumentumfilm – Magyar Filmdíj (2018)
- Legjobb dokumentumfilm – Magyar Filmkritikusok Díja[10] (2018)
- FIPRESCI-díj – goEast Közép- és Kelet-európai Filmfesztivál, Wiesbaden[11] (2018)
- Legjobb nemzetközi dokumentumfilm – Athéni Nemzetközi Filmfesztivál (2018)
- Legjobb nemzetközi dokumentumfilm – Hot Sprins-i Nemzetközi Dokumentumfilm Fesztivál (2018)
- Emberjogi díj – DokuFest Nemzetközi Dokumentumfilm és Rövidfilm Fesztivál, Prizren (2018)
- Nagydíj – 28. Message to Man Nemzetközi Filmfesztivál, Szentpétervár[12] (2018)
- Diákzsűri díja – 28. Message to Man Nemzetközi Filmfesztivál, Szentpétervár[12] (2018)
- AJB Fődíj – Al Jazeera Balkans Dokumentumfilm Fesztivál, Szarajevó[13] (2018)
- MMA különdíja – 63. Országos Függetlenfilm Fesztivál, Balatonfenyves[14] (2018)
- Magyar közönségdíj – 15. VERZIÓ Emberi Jogi Dokumentumfilm Fesztivál, Budapest[15] (2018)